# Merla de Kurrichane
La merla de Kurrichane (Turdus libonyana) és un ocell de la família dels túrdids (Turdidae).

## Hàbitat i distribució
Habita bosc decidu i acàcies, sovint a prop de l'aigua, a les terres baixes de Tanzània, Burundi, sud-est de la República Democràtica del Congo i Angola, cap al sud fins al nord-est de Namíbia, nord i est de Botswana, Zàmbia, Malawi, Moçambic, Zimbabwe i nord-est de Sud-àfrica.